# 布拉德福德 (新罕布什爾州普查規定居民點)
布拉德福德（英語：Bradford）是位於美國新罕布什爾州梅里馬克縣的普查規定居民點。

## 人口
根據2020年美國人口普查的數據，布拉德福德的面積為2.10平方千米，當中陸地面積為2.04平方千米，而水域面積為0.06平方千米。當地共有人口372人，而人口密度為每平方千米177.14人。